# ݫ
Rā deux points verticaux suscrits ‹ ݫ › est une lettre additionnelle de l’alphabet arabe utilisée dans l’écriture du gawar-bati, de l’ormuri et du torwali.

## Utilisation
En ormuri, ‹ ݫ › représente une consonne fricative alvéolo-palatale voisée [ʑ].